# Rachispoda praealta
Rachispoda praealta är en tvåvingeart som beskrevs av Wheeler 1995. Rachispoda praealta ingår i släktet Rachispoda och familjen hoppflugor.
Artens utbredningsområde är Ecuador. Inga underarter finns listade i Catalogue of Life.